# Maria Pascoli
Maria Pascoli (conocida como Mariù, San Mauro di Romagna, Provincia de Forlì-Cesena, 1 de noviembre de 1865 - Castelvecchio Pascoli, Provincia de Lucca 5 de diciembre de 1953) fue una escritora italiana de finales del siglo XIX.
Es la hermana del poeta Giovanni Pascoli, a quien asistió hasta su muerte y cuyos archivos guardó en la casa que lleva su nombre.

## Biografía
Nacida en 1865, María es la más joven de su familia, la menor de diez hijos. Ella pierde a su padre a los dos años, y un año después, su hermana mayor Margherita muere, el año siguiente, su madre Caterina muere por la pena. María y su hermana Ida van a vivir en Sogliano al Rubicone, en casa de su tía materna Rita Vicenzi Allocatelli.
María assiste a su hermano poeta, haciendo todo lo que está a su poder para apoyarlo en su obra literaria hasta su muerte en 1912. Pascoli le había convertido en su única legada. Sobrevive más de cuarenta años, cuidando sus memorias y documentos de archivo, así como la correspondencia. Así, ella es una contribución fundamental al conocimiento de los detalles de su vida.
Ella se queda en la villa de Castelvecchio, manteniendo muchos recuerdos en sus diarios. Ella se acerca espontáneamente al fascismo y viaja a Roma dos veces para conocer personalmente a Benito Mussolini, quien también la visitó en la casa del poeta en 1930.
Murió en 1953, y legó por su voluntad «.... la casa, la capilla, los libros, los papeles de su hermano Giovanni, los recuerdos de la familia y otras cosas de la casa...» al municipio de Barga.
Está enterrada en la capilla de su casa en Castelvecchio, junto a su hermano Giovanni.

### Obras propias
- Maria Pascoli, Lungo la vita di Giovanni Pascoli (memoiras en colaboración con Augusto Vicinelli), Milán, Arnoldo Mondadori Editore, 1961